# فوجیوارا سیکا
فوجیوارا سیکا (به ژاپنی: 藤原 惺窩 Fujiwara Seika); ۸ فوریهٔ ۱۵۶۱ – ۱۹ اکتبر ۱۶۱۹) فیلسوف اهل ژاپن بود.